# Roz-sur-Couesnon
Roz-sur-Couesnon (en bretó Roz-an-Arvor) és un municipi francès, situat a la regió de Bretanya, al departament d'Ille i Vilaine. L'any 2006 tenia 1.159 habitants.

## Demografia
| 1962                                       | 1968  | 1975  | 1982 | 1990 | 1999 |
| ------------------------------------------ | ----- | ----- | ---- | ---- | ---- |
| 1.029                                      | 1.120 | 1.006 | 953  | 921  | 952  |
| Des de 1962: població sense dobles comptes |       |       |      |      |      |

## Administració
| Període   | Identitat         | Partit |
| --------- | ----------------- | ------ |
| 1995-2008 | Alain Trompette   |        |
| 2008-     | Christophe Fambon |        |